# هزینه سرمایه
هزینه سرمایه (انگلیسی: Cost of capital) در اقتصاد و حسابداری، به هزینه منابعی اطلاق می‌شود، که برای تأمین مالی (بدهی و سهام) یک پروژه یا کسب و کار، مورد استفاده قرار می‌گیرد. هزینه سرمایه اغلب برای ارزیابی پروژه‌های جدید یک شرکت استفاده می‌شود و به نوع تأمین مالی استفاده شده شامل انواع وام یا سهام فروخته شده، بستگی دارد.
همچنین می توان تعاریف دیگری نیز برای «هزینه سرمایه» برشمرد:
- حداقل نرخ بازدهی که شرکت باید بدست آورد، تا نرخ بازده مورد انتظار (Expected Payoff) سرمایه گذارانی که در شرکت سرمایه گذاری نموده اند تامین شود.
- حداقل نرخ بازدهی که شرکت باید کسب کند تا ارزش شرکت تغییری نکند.

همچنین می توان هزینه سرمایه را «هزینه فرصت وجوه سرمایه گذاری شده در شرکت» تعریف کرد.